# Manuel Celestino Torres
Manuel Celestino Torres fue un editor y político peruano. Ocupó el cargo de Senador de la República en representación del departamento del Cusco por casi 20 años a finales del siglo XIX
En los años 1840 era el editor de la denominada Imprenta Libre en el Cusco. Y, en 1866, durante el primer gobierno de Mariano Ignacio Prado, fue prefecto del Cusco. Durante su gestión como tal, dispuso el retorno de la Universidad del Cusco a su local original ubicado en la Plaza de Armas al costado de la Iglesia de la Compañía.
Fue elegido senador por el departamento del Cusco en 1872 y 1874 durante el gobierno de Manuel Pardo y reelecto en 1876 y 1878 durante el gobierno de Mariano Ignacio Prado. Durante ese periodo también fue elegido como diputado por la provincia de Calca. No obstante, dejó el cargo de la diputación a su suplente, Celestino Ariguenas.
En 1879 fue reelecto senador por el Cusco durante el gobierno de Nicolás de Piérola formando parte, durante la ocupación chilena de Lima, de las juntas preparatorias para las reuniones del Congreso de la República en 1881. Desde 1886 y hasta 1891 volvería a la Cámara de Senadores, siempre representando al Cusco, durante el segundo gobierno de Andrés Avelino Cáceres y el gobierno de Remigio Morales Bermúdez.